# Mariann Budde
Mariann Edgar Budde (Nueva Jersey, 10 de diciembre de 1959) es una prelada episcopal estadounidense que se ha desempeñado como obispa de la Diócesis Episcopal de Washington desde 2011. Ella es la primera mujer obispo de la diócesis.
Fue ordenada diácono en 1988 y sacerdote en 1989. Se desempeñó como rectora de la Iglesia Episcopal de San Juan en Mineápolis, Minnesota, desde 1993 hasta que se convirtió en obispa de Washington en 2011. En 2017, supervisó la eliminación de las vidrieras de la Catedral Nacional de Washington que honraban a los generales confederados, que fueron reemplazadas en 2023 por vidrieras que representan el movimiento por los derechos civiles. En 2018, presidió el entierro de las cenizas de Matthew Shepard, un hombre gay asesinado, en la catedral.
Ella pronunció una bendición en la Convención Nacional Demócrata de 2020. En enero de 2025, pronunció la homilía en el servicio de oración interreligioso que siguió a la segunda toma de posesión presidencial de Donald Trump. Su sermón llamó a la compasión y la misericordia hacia los grupos marginados. Trump y algunos de sus partidarios criticaron sus comentarios, mientras que otras figuras públicas y líderes religiosos la apoyaron.

## Primeros años de vida y educación
Mariann Edgar nació en 1959 en Summit (Nueva Jersey), de madre sueco-estadounidense, Ann Björkman, y padre estadounidense, William Edgar. Creció en la sección Flanders del Municipio de Mount Olive (Nueva Jersey), y vivió con su padre durante un tiempo en Colorado, después del divorcio de sus padres, antes de regresar a Nueva Jersey y graduarse de West Morris Mount Olive High School.
Completó sus estudios de pregrado en la Universidad de Rochester en 1982, obteniendo una licenciatura en Historia magna cum laude. Recibió su Maestría en Divinidad (1989) y Doctorado en Ministerio (2008) del Seminario Teológico de Virginia.
Mariann Edgar se casó con Paul Budde en 1986, por lo que adoptó el nombre de Mariann Edgar Budde. Tienen dos hijos.

## Carrera
Trabajó en el ministerio urbano en Arizona y luego como misionera en Honduras antes de unirse al clero. Fue aceptada como postulante en la Iglesia Episcopal a la edad de 24 años. Fue ordenada diácono el 28 de mayo de 1988 y sacerdote el 4 de marzo de 1989. Su primer puesto después del seminario fue la de sacerdote asistente en la Iglesia Episcopal de la Trinidad en Toledo (Ohio). Se convirtió en rectora de la Iglesia Episcopal de San Juan en Mineápolis, Minnesota, en 1993, y sirvió 18 años en ese puesto. Ha citado con frecuencia el milagro de la multiplicación de los panes y los peces como el fundamento de su ministerio.

### Episcopado
Fue elegida como la novena obispo de Washington el 18 de junio de 2011, en una convención especial en la Catedral Nacional de Washington para reemplazar al obispo saliente, John Bryson Chane. Fue consagrada en la catedral el 12 de noviembre de ese año, convirtiéndose en la primera mujer obispo diocesana de Washington. Su consagrante fue la obispa presidente, Katharine Jefferts, con los obispos Brian Prior, Mark M. Beckwith, John Bryson Chane y Mary Douglas Glasspool como co-consagradores. Al día siguiente, domingo, predicó su primer sermón en la Catedral Nacional en un servicio al que asistieron 2000 personas. Ese fin de semana también se celebraron los primeros servicios en la catedral desde que el terremoto del 23 de agosto de 2011 dañara la catedral.
Como obispo, dirige la Diócesis Episcopal de Washington, que comprende 86 congregaciones episcopales y 10 escuelas episcopales en todo el Distrito de Columbia y en cuatro condados de Maryland: Montgomery, Prince George's, Charles y Saint Mary's. También se desempeña como presidenta de la Fundación de la Catedral Episcopal Protestante, y como miembro ex officio de la Junta Directiva de la Escuela Nacional de la Catedral.

#### Activismo e iniciativas

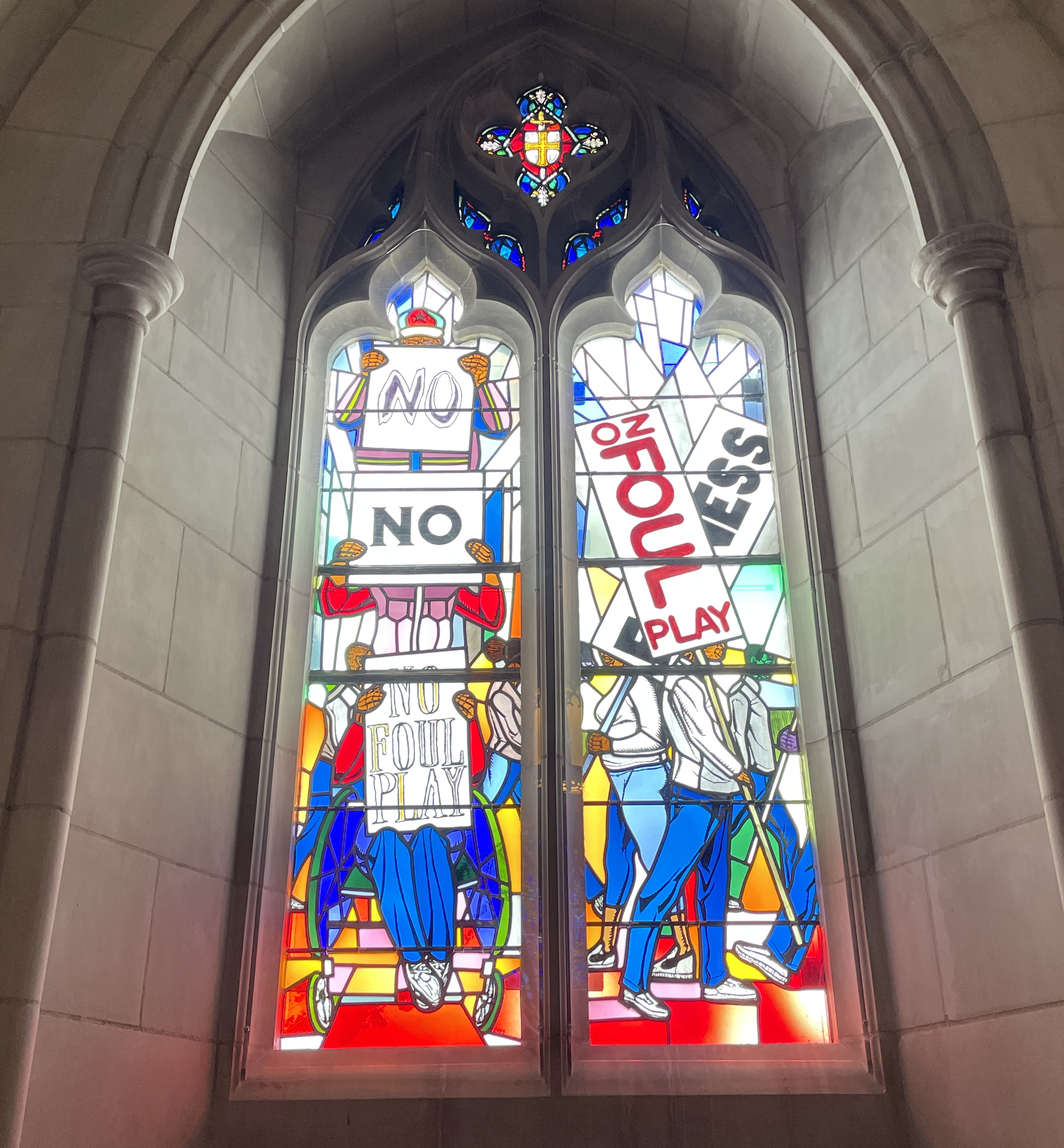
Budde supervisó el reemplazo de los paneles en honor a los generales confederados por estos paneles, que conmemoran el movimiento por los derechos civiles.

Supervisó en 2017 la eliminación de los vitrales de la Catedral Nacional de Washington en honor a los generales confederados Robert E. Lee y Stonewall Jackson. En lugar de las antiguas vidrieras (donadas en 1953 por las United Daughters of the Confederacy), en 2023 se instalaron nuevas vidrieras que representan la lucha por los derechos civiles de los afroestadounidenses (tituladas Now and Forever y ejecutadas por Kerry James Marshall). En octubre de 2018, Budde y Gene Robinson, el primer obispo episcopal abiertamente gay, presidieron el servicio de entierro de las cenizas de Matthew Shepard, un hombre gay asesinado en 1998. Los padres de Shepard habían dudado durante años en enterrar los restos de Shepard por temor a que activistas anti-gay vandalizaran el lugar, pero debido al apoyo de Budde y Robinson, sintieron que sus restos estarían seguros en la Catedral Nacional.
En junio de 2020, en medio de las protestas por la muerte de George Floyd en Washington D. C., criticó el uso de la policía y la Guardia Nacional para desalojar por la fuerza a los manifestantes de Lafayette Square antes de que el presidente Donald Trump posara para una sesión de fotos frente a la Iglesia Episcopal de San Juan, lo que permitió su uso «como telón de fondo para un mensaje antitético a las enseñanzas de Jesús». En agosto, ofreció la bendición en el cierre de la segunda noche de la Convención Nacional Demócrata de 2020. En su oración, pidió a Dios la «gracia de hacer algo grande por algo bueno», citando a William Sloane Coffin. Cuando los organizadores de la convención le sugirieron que pronunciara la bendición frente a la iglesia de San Juan, ella se negó, diciendo que la idea era «totalmente inapropiada».
En septiembre de 2024, fue una de los aproximadamente 200 líderes y académicos cristianos que firmaron una carta abierta pidiendo la preservación de la democracia pluralista y la oposición al gobierno autoritario, citándolo como un imperativo de la fe cristiana. La declaración describió los equilibrios y las protecciones constitucionales de la democracia como medios indispensables para controlar las «tendencias humanas a dominar, degradar y explotar» y así cumplir con los principios cristianos (como el llamado a ser pacificadores de Mateo 5:9, la creencia de que los humanos son creados a imagen de Dios y el mandato de amar al enemigo). Dijo a Religion News Service que creía que abordar las disparidades de riqueza, preservar el pluralismo religioso y servir como pacificadores son parte de la responsabilidad cristiana.

#### Servicio religioso de la inauguración presidencial de 2025
El 21 de enero de 2025, el día después de la segunda toma de posesión de Donald Trump como presidente, pronunció la homilía en el servicio de oración interreligioso que tradicionalmente se celebra en la Catedral Nacional de Washington después de cada toma de posesión presidencial. También estuvieron presentes el nuevo vicepresidente, J. D. Vance; el presidente de la Cámara de Representantes, Mike Johnson; y Pete Hegseth, el candidato de Trump para secretario de Defensa.</ref> En el sermón, se dirigió a Trump, que estaba sentado en el primer banco, instándolo a mostrar misericordia y compasión hacia las personas vulnerables, diciendo: «Millones han depositado su confianza en usted. Y como le dijo a la nación ayer, has sentido la mano providencial de un Dios amoroso. En el nombre de nuestro Dios, le pido que tenga misericordia de las personas en nuestro país que ahora están asustadas». Citó específicamente a las comunidades LGBTQ+, los inmigrantes y los refugiados que huyen de la guerra en sus países.
Después del servicio, Trump se refirió a Budde como una «supuesta obispa» y un «odiador de Trump de línea dura de izquierda radical» en su sitio web de redes sociales Truth Social. Trump calificó el servicio de «muy aburrido» y exigió una disculpa de Budde y de la Iglesia Episcopal. Los aliados de Trump también atacaron a Budde: el pastor evangélico Robert Jeffress condenó a la obispo por haber «insultado en lugar de alentar a nuestro gran presidente» mientras que el congresista republicano Mike Collins dijo que Budde (que es ciudadana estadounidense) «debería ser agregada a la lista de deportación». Según Baptist News Global, Megan Basham y otras figuras religiosas de extrema derecha utilizaron el incidente para presionar con sus puntos de vista contra el sacerdocio femenino. Los comentarios de Budde fueron bien recibidos por la defensora de los derechos civiles (e hija menor de Martin Luther King) Bernice King, el biógrafo del papa Francisco, Austen Ivereigh y otras figuras públicas, incluido el obispo principal de la Iglesia Episcopal, Sean Rowe, quien dijo que «una súplica de misericordia, un reconocimiento del extraño en medio de nosotros, es fundamental para la fe... pero no está ligado a la ideología política».
Cuando Brian Bennett de Time le preguntó sobre la reacción de Trump a su mensaje, dijo: «No odio al presidente Trump. Me esfuerzo por no odiar a nadie y me atrevo a decir que tampoco soy de la 'izquierda radical', sea lo que sea que eso signifique. No soy así». Cuando se le preguntó si atendería la exigencia de Trump de una disculpa, respondió: «No voy a disculparme por pedir misericordia para los demás». Describió su sermón como bastante suave, con el mensaje intencionado para el nuevo presidente de que «El país ha sido confiado a usted. Y una de las cualidades de un líder es la misericordia». Dijo que la unidad requiere misericordia, humildad y la defensa de la dignidad humana; advirtió contra la «cultura del desprecio» de Estados Unidos, así como los daños de las narrativas polarizadoras.
El 2 de febrero, la policía de D. C. estaba investigando llamadas telefónicas amenazantes realizadas a Budde después del servicio.

## Reconocimientos y honores
Recibió el título honorario de Doctora en Divinidad del Seminario Teológico de Virginia en 2012.

## Publicaciones
- Gathering Up The Fragments: Preaching as Spiritual Practice. Lima, Ohio: CSS Pub. Co., Inc. 2009. ISBN 978-0-7880-2605-8.
- Receiving Jesus: The Way of Love. Nueva York: Church Publishing. 2019. ISBN 978-1-64065-240-8. con un prólogo escrito por el Obispo Presidente Michael Bruce Curry.[50]
- How We Learn to Be Brave: Decisive Moments in Life and Faith. Nueva York: Penguin. 2023. ISBN 978-0-593-53921-7.